# Hansa (Kartoffel)

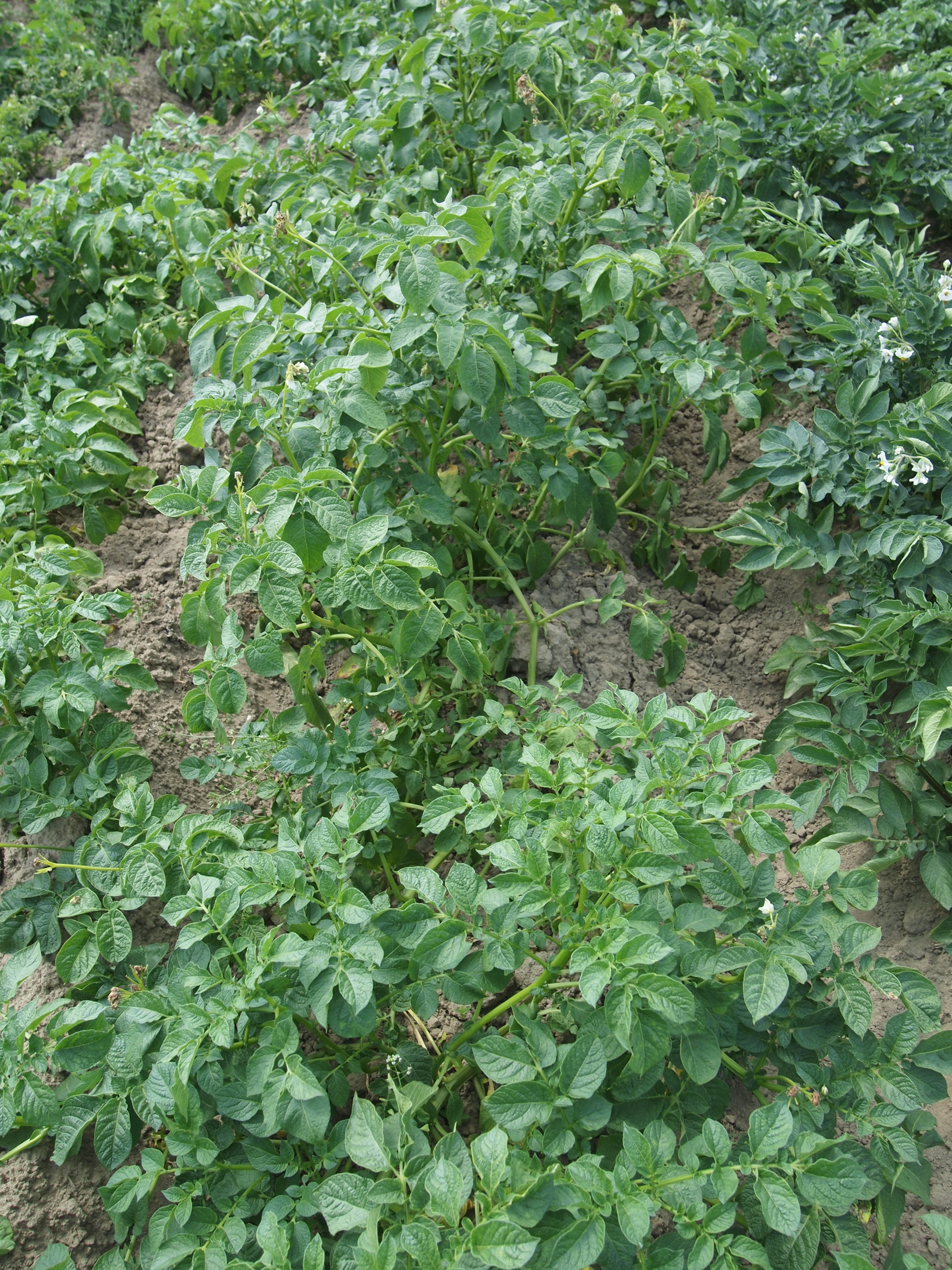
Kartoffelpflanzen Hansa

Hansa ist eine mittelfrühe, festkochende Speisekartoffelsorte mit Erstzulassung in Deutschland im Jahr 1957. Gezüchtet wurde sie von der Firma Vereinigte Saatzuchten Ebstorf (VSE) - Rosche eG in Ebstorf
Sie bildet ovale Knollen mit glatter und gelber Schale sowie gelber Fleischfarbe aus. Ihre Augentiefe ist flach, Hansa ist aufgrund ihrer geringen Beschädigungsempfindlichkeit gut lagerfähig.
Hansa hat hohe Ansprüche an Boden, Feuchtigkeit und Nährstoffversorgung.
Bei guter Anbautechnik bringt die Sorte Spitzenerträge bei sehr gleichmäßiger Knollengröße. Wegen der langen Keimruhe ist die Vorkeimung zweckmäßig. Hansa ist geeignet für die Herstellung von Trockenkartoffeln und Pommes frites.
Die Sorte besitzt eine hohe Resistenz gegen Schwarzfleckigkeit, Kartoffelschorf, Knollenfäule, Rhizoctonia, Erwinia-Schwarzbeinigkeit sowie das Kartoffelvirus A.
Sie ist anfällig für Krautfäule, Kartoffelkrebs, Blattrollvirus, Kartoffelvirus X sowie Kartoffelnematoden.
Die Sorte Charlotte war das Resultat der Kreuzung Hansa × Danae, die Sorte Juliette ist eine Kreuzung aus Hansa × Nicola.